# Hannes Nedbal

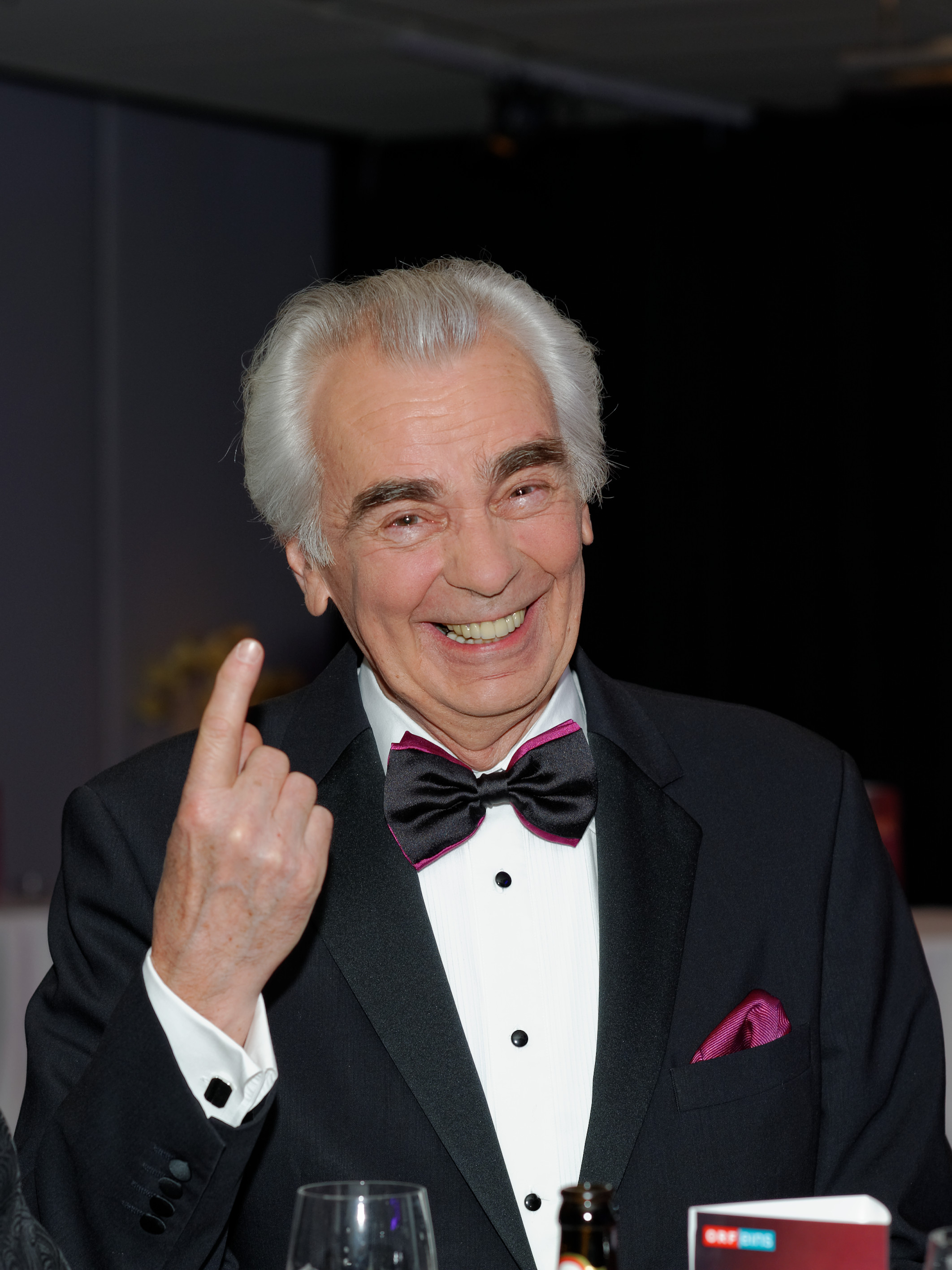
Hannes Nedbal 2013

Hannes Nedbal (* 24. Juni 1940 in Wien) ist ein österreichischer Tänzer, Tanzlehrer und Tanzsporttrainer. Als Jurymitglied des Österreichischen TV-Formats Dancing Stars wurde er einem breiten Publikum bekannt.
Nach dem Abschluss der Realschule begann er die Ausbildung zum Fernmeldetechniker. Er besuchte eine Tanzschule und trat einem Tanzsportklub bei. Nach sieben Jahren als Amateur wechselte er ins Profilager. Er vertrat Österreich bei zahlreichen Turnieren und nahm erfolgreich an Europameisterschaften und Weltmeisterschaften teil. 
Er wurde Tanzlehrer für Gesellschaftstanz und übernahm mit seiner Tanzpartnerin eine Tanzschule in Wien. Weiters war er mit seiner Frau als Tanzlehrer in einer Tanzschule in Pottenstein tätig. 
Nach seiner aktiven Karriere als Sporttänzer fungiert er seit 1988 auch als Wertungsrichter. Im Professional Turniertanzverband Österreichs (PTVÖ) hat Hannes Nedbal die Funktion des Schriftführers inne.
Dem österreichischen Fernsehpublikum wurde er als Jurymitglied der Sendung Dancing Stars ein Begriff. Von 2005 bis 2016 war Nedbal Teil dieser Jury. Seit 1970 ist er mit Lotte Nedbal, ebenfalls Tänzerin, verheiratet. Das Ehepaar Nedbal war bis 2014 beim Tanzclub Triestingtal tätig.